# Agence nationale pour l'emploi et le travail indépendant
Pour les articles homonymes, voir Agence nationale pour l'emploi (homonymie).

Logo de l'Agence nationale pour l'emploi et le travail indépendant.

L'Agence nationale pour l'emploi et le travail indépendant (arabe : الوكالة الوطنية للتشغيل والعمل المستقل) ou ANETI est un établissement public à caractère non administratif. Elle a été créée en vertu de la loi no 93-11 du 17 février 1993 et est placée sous la tutelle du ministère de l'emploi et de l'insertion professionnelle des jeunes. Elle a pour principale mission la mise en œuvre de la politique du gouvernement relative à la promotion de l'emploi.